# Žarovnica
Žarovnica es una localidad de Croacia en la ciudad de Lepoglava, condado de Varaždin.

## Geografía
Se encuentra a una altitud de 236 m s. n. m. a 77,2 km de la capital nacional, Zagreb.

## Demografía
En el censo 2011, el total de población de la localidad fue de 839 habitantes.
| Gráfica de población de Žarovnica 1857-2011                         |
|                                                                     |
| Según los censos de población de la oficina estadística de Croacia. |